# Yūhi Takemoto
Yūhi Takemoto (japanisch 竹本 雄飛 Takemoto Yūhi; * 19. August 1997 der Präfektur Hiroshima) ist ein japanischer Fußballspieler.

## Karriere
Yūhi Takemoto erlernte das Fußballspielen in der Jugendmannschaft von Sanfrecce Hiroshima sowie in der Universitätsmannschaft der Ritsumeikan University. Seinen ersten Profivertrag unterschrieb er am 1. Februar 2020 bei Roasso Kumamoto. Der Verein, der in der Präfektur Kumamoto beheimatet ist, spielte in der dritten japanischen Liga, der J3 League. Sein Drittligadebüt gab Yūhi Takemoto am 15. Juli 2020 im Heimspiel gegen die U23-Mannschaft von Gamba Osaka. Hier wurde er in der 90.+2 Minute für Shōta Aizawa eingewechselt. 2021 feierte er mit Kumamoto die Meisterschaft der dritten Liga und den Aufstieg in die zweite Liga.

## Erfolge
Roasso Kumamoto
- Japanischer Drittligameister: 2021  ▲